# Federação Tocantinense de Basketball
A Federação Tocantinense de Basketball (FTB) é uma entidade do basquetebol do Tocantins. É filiada a Confederação Brasileira de Basketball.